# Copa del Rey de fútbol sala 2018-19
La Copa del Rey de fútbol sala 2018/19 es la novena edición de la Copa del Rey de fútbol sala en España, que organizan conjuntamente la Liga Nacional de fútbol sala y la Real Federación Española de Fútbol. Comenzó el 9 de septiembre de 2018, y finalizará en mayo de 2019. La Copa contó con la participación de 32 equipos entre Primera División, Segunda División y Segunda División "B".

## Primera ronda
La primera ronda se disputó los días 9 y 10 de octubre de 2018 entre equipos de Segunda División y Segunda División "B".
| Local                  | Resultado | Visitante                |
| ---------------------- | --------- | ------------------------ |
| Leganés FS             | 4 - 3     | FS Talavera              |
| Lauburu KE Ibarra      | 1 - 2     | Rivas Futsal             |
| CD Nueva Elda          | 4 - 1     | Manzanares FS            |
| CD Melistar FS         | 2 - 3     | Software DELSOL Mengíbar |
| FS Zamora              | 3 - 4     | Santiago Futsal          |
| CFS Pallejà            | 4 - 2     | CFS Bisontes Castellón   |
| Prone Lugo             | 0 - 6     | Pescados Rubén Burela    |
| Tenerife Iberia Toscal | 4 - 1     | Dimurol S. Tenerife      |
| Aguas de Teror         | 0 - 3     | Gran Canaria FS          |
| Club Manresa FS        | 9 - 7     | Colo Colo Zaragoza       |
| UD Coiñena FS          | 2 - 3     | Córdoba CF Futsal        |
| Guardo FS              | 3 - 7     | Noia Portus Apostoli     |
| Xerez DFC Fútbol Sala  | 2 - 3     | Real Betis Futsal        |
| CCR Castelldefels      | 4 - 3     | Elche CF                 |

## Dieciseisavos de final
Los dieciseisavos de final se disputaron los días 23 y 24 de octubre de 2018 entre los equipos ganadores de la 1.ª ronda y los de Primera División, quedando exentos de disputar los dieciseisavos de final el FC Barcelona Lassa y Movistar Inter.
| Local                    | Resultado | Visitante                  |
| ------------------------ | --------- | -------------------------- |
| Gran Canaria FS          | 3 - 6     | UMA Antequera              |
| Noia Portus Apostoli     | 2 -4      | O'Parrulo FS               |
| Club Manresa FS          | 6 - 9     | Fútbol Emotion Zaragoza    |
| Córdoba CF Futsal        | 4 - 3     | Viña Albali Valdepeñas     |
| CD Nueva Elda            | 1 - 2     | Levante UD FS              |
| Pescados Rubén Burela    | 1 - 3     | CA Osasuna Magna           |
| Real Betis Futsal        | 3 - 4     | Jaén Paraíso Interior      |
| Santiago Futsal          | 0 - 5     | Aspil-Vidal Ribera Navarra |
| Software DELSOL Mengíbar | 2 - 7     | Jimbee Cartagena FS        |
| CCR Castelldefels        | 1 - 5     | Peñíscola RehabMedic FS    |
| Tenerife Iberia Toscal   | 2 - 10    | Palma Futsal               |
| Rivas Futsal             | 1 - 5     | ElPozo Murcia              |
| Leganés FS               | 1 - 2     | Naturpellet Segovia        |
| CFS Pallejà              | 3 - 6     | Industrias Santa Coloma    |

## Octavos de final
Los octavos de final se disputaron los días 11 y 12 de diciembre de 2018. En esta ronda, habrá quince equipos de Primera División y uno de Segunda División.
| Local                      | Resultado          | Visitante               |
| -------------------------- | ------------------ | ----------------------- |
| UMA Antequera              | 2 - 2 (3 - 1 pen.) | Jimbee Cartagena FS     |
| Aspil-Vidal Ribera Navarra | 2 - 0              | Fútbol Emotion Zaragoza |
| CA Osasuna Magna           | 1 - 5              | O'Parrulo FS            |
| ElPozo Murcia              | 4 - 1              | Levante UD FS           |
| Naturpellet Segovia        | 1 - 7              | Movistar Inter          |
| Industrias Santa Coloma    | 1 - 2              | Palma Futsal            |
| Córdoba CF Futsal          | 3 - 6              | Jaén Paraíso Interior   |
| Peñíscola RehabMedic FS    | 1 - 5              | FC Barcelona Lassa      |

## Cuartos de final
Los cuartos de final se disputaron los días 15, 16 y 23 de enero de 2019. En esta ronda, todos los equipos son de Primera División.
| Local                 | Resultado           | Visitante                  |
| --------------------- | ------------------- | -------------------------- |
| O'Parrulo FS          | 0 - 5               | Aspil-Vidal Ribera Navarra |
| Movistar Inter        | 9 - 1               | UMA Antequera              |
| Jaén Paraíso Interior | 3 - 2               | Palma Futsal               |
| ElPozo Murcia         | 2 - 2 (9 - 10 pen.) | FC Barcelona Lassa         |

## Semifinales
Las semifinales se disputaron el día 4 de mayo en el Quijote Arena de Ciudad Real.
| Local                      | Resultado | Visitante             |
| -------------------------- | --------- | --------------------- |
| Movistar Inter             | 4 - 5     | FC Barcelona Lassa    |
| Aspil-Vidal Ribera Navarra | 3 - 8     | Jaén Paraíso Interior |

## Final
La final se disputará el día 5 de mayo en el Quijote Arena de Ciudad Real.
| Local              | Resultado | Visitante             |
| ------------------ | --------- | --------------------- |
| FC Barcelona Lassa | 5 - 2     | Jaén Paraíso Interior |